# Deborah Mailman
Deborah Mailman, född 14 juli 1972 i Mount Isa, Queensland, är en australisk skådespelare.
Mailman har bland annat medverkat i TV-serien Pojke slukar universum. Hon har även medverkat i filmerna Rabbit-Proof Fence och The New Boy.

## Filmografi (i urval)
- 2002 – Rabbit-Proof Fence
- 2023 – The New Boy
- 2024 – Pojke slukar universum (TV-serie)